# 소거문도
소거문도(小巨文島)는 여수시 남부에 있는 섬이다. 손죽도 옆에 있다. 68년 기준 인구 353명이었고 본래 거문도였지만 널리 알려진 거문도(巨文島)와 음이 겹쳐 혼란을 막기 위하여 "거"에 섬이 톱날같아 톱 거(鋸)로 표기했던 것을 巨로 표기하기 시작하고 그 앞 작을 소(小)를 붙여 小巨文島가 되었다. 손죽열도 일대 최고봉인 상산(328m)이 있다. 일제강점기 일본군 정찰기가 상산(일명 큰산)에 충돌하여 승무원 4명이 사망했다. 손죽국민학교 소거문분교가 있었지만 91년 3월 1일의 졸업식을 끝으로 폐교되었다.
1. ↑  김, 광백. 《손죽향토지》. 7쪽.
2. ↑  “네이버 지식백과 (한국의 섬 - 여수시, 광양시)”.